# Горенко Андрій Антонович
Андрíй Антóнович Гóренко (13 [25] січня 1848 — 25 серпня [7 вересня] 1915) — капітан 2-го рангу у відставці. Батько поетеси Анни Ахматової.

## Персона
Інженер-механік Андрій Антонович Горенко в 1887 році звільнився із Військово-морських сил з чином капітана 2-го рангу і жив з сім'єю в Одесі. В 1890 році він поступив на громадянську службу в державний контроль; в 1896 — помічник генерал-контролера громадянської відчесності в Головному управлінні торгового мореплавання і портів. В 1905 році вийшов у відставку в чині Статського радника.
Був представником юнкерських класів в Миколаєві. Співпрацював з ліберальною газетою «Миколаївський вісник». Потім — представник Морського училища в Петербурзі.
Помер 7 вересня 1915 року. Похований на Волковському православному кладовищі на Дров'яних містках (нині території музею «Літераторські мостки»). В кінці 1930-х надгробок було втрачено.
20 жовтня 2022 року був поставлений кенотаф на Літераторських мостках.

### Сім'я
Батько — Антон Андрійович Горенко (1818—1891), учасник першої Оборони Севастополя, кавалер орденів Св. Володимира 4-го ступеня з бантом, Св. Анни 3-го ступеня з мечами і кількох медалей, пішов із служби в чині полковника, і за заслуги перед Вітчизною йому дозволили побудувати дім біля престижній Катеринської вулиці (нині Вулиця Леніна, 8).
Перша дружина — Марія Васильєва.
Діти від першого шлюбу: Миколай (нар. 17 травня 1875 року) і Антон (нар. 7 січня 1878 року).
Друга дружина (до 1905) — Інна Еразмівна Стогова, донька Еразма Стогова (1797—1880).
Діти від другого шлюбу:
- донька Інна (1885—1906) — була одружена з Сергієм Володимировичем фон Штейном; померла від Туберкульозу.
- син Андрій (1887—1920) — вчився в Сорбонні, був одружений зі своєю двоюрідною сестрою Марією Олександрівною Змунчилою, в сім'ї якої Ахматова жила в Києві, коли закінчувала гімназію, і якій був присвячений цикл «Обман» в першому збірнику Ахматової. Вчинив самогубство.
- донька Анна (1889—1966).
- донька Ірина (Ріка) (1892—1896) — померла від туберкульозу.
- донька Ія (1894—1922) — жила з матір'ю в Севастополі. Померла від туберкульозу.
- син Віктор (1896 — 4.2.1976) — закінчив Морський корпус в Петрограді, служив на Чорноморському флоті, після революції поїхав Далекий Схід, а потім мігрував в США. Помер в Нью-Йорку.

Третя дружина — Олена Іванівна Дивнолюбська (вдова Олександра Дивнолюбського).